# Катерина фон Хабсбург
Катерина фон Хабсбург, известна още като Катерина Кастилска и Катерина Бургундска (14 януари 1507 – 12 февруари 1578), е кастилска инфанта и кралица на Португалия, като съпруга на крал Жуау III. Управлява Португалия като регент на внука си между 1557 и 1562 г.

## Произход и ранни години
Катерина е родена на 14 януари 1507 г. Тя е най-малкото дете на бургундския херцог Филип I (Кастилия) и на кастилската кралица Хуана Лудата. Кръстена е на английската кралица Катерина Арагонска, която ѝ е леля по майчина линия.
Катерина се ражда малко след смъртта на баща си, когато майка ѝ Хуана, която била емоционално неуравновесена още приживе на съпруга си, вече е напълно невменяема. Хуана се отнася към детето си като към последното нещо, което ѝ е останало от съпруга ѝ. Кралицата смятала, че мъртвият ѝ съпруг ѝ говорил чрез детето. Поради тази причина Катерина остава да живее с неуравновесената си майка до пристигането в Испания на по-големите ѝ братя и сестри. За разлика от нея, останалите деца на кастилската кралица са отгледани от леля им Маргарита Австрийска в Бургундия (освен Фердинанд, за когото се грижи дядо му Фердинанд Арагонски).
По време на регентството на дядо ѝ Катерина е държана затворена заедно с майка си и две придворни дами в една килия на замъка в Тордесиляс, близо до Валядолид. През времето, в което Катерина е принудена да стои заедно с лудата си майка, тя няма други занимания, освен по цял ден да гледа през прозореца на импровизирания им затвор.

## Кралица на Португалия и регентство
На 10 февруари 1525 г. Катерина е омъжена за първия ѝ братовчед – португалския крал Жуау III.
След смъртта на съпруга си през 1557 г., Катерина и нейната племенница и едновременно с това снаха, Хуана Австрийска, си оспорват правото да управляват като регенти на малолетния Себащияу, който наследява дядо си на португалския престол. Спорът е отнесен до Карл V, който отсъжда в полза на сестра си Катерина, която предпочита пред дъщеря си Хуана, от която има нужда повече в Испания в отсъствието на Филип II. Така Катерина управлява Португалия в периода 1557 – 1562. През 1562 Катерина отстъпва регентството на Енрике.
Катерина умира на 12 февруари 1578. През август същата година умира и единственият ѝ жив потомък – крал Себащияу.

## Деца
Катерина и Жуау III имат девет деца:
- Алфонсу († 1526)
- Мария-Мануела (1527 – 1545)
- Исабела (1529 – 1530)
- Беатрис († 1530)
- Мануел (1531 – 1537)
- Филипе (1533 – 1539)
- Дениш (1535 – 1537)
- Жуау-Мануел (1537 – 2 януари 1554), през 1552 г. е женен за 17-годишната Хуана Австрийска, негова първа братовчедка. Двамата имат един син, Себащияу, бъдещ крал на Португалия, когото Хуана ражда няколко седмици след смъртта на съпруга си.
- Антониу (1539 – 1540)